# Fotograf Festival
Fotograf Festival je mezinárodní fotografický festival, který se od roku 2011 každoročně koná v Praze.

## Základní charakteristika

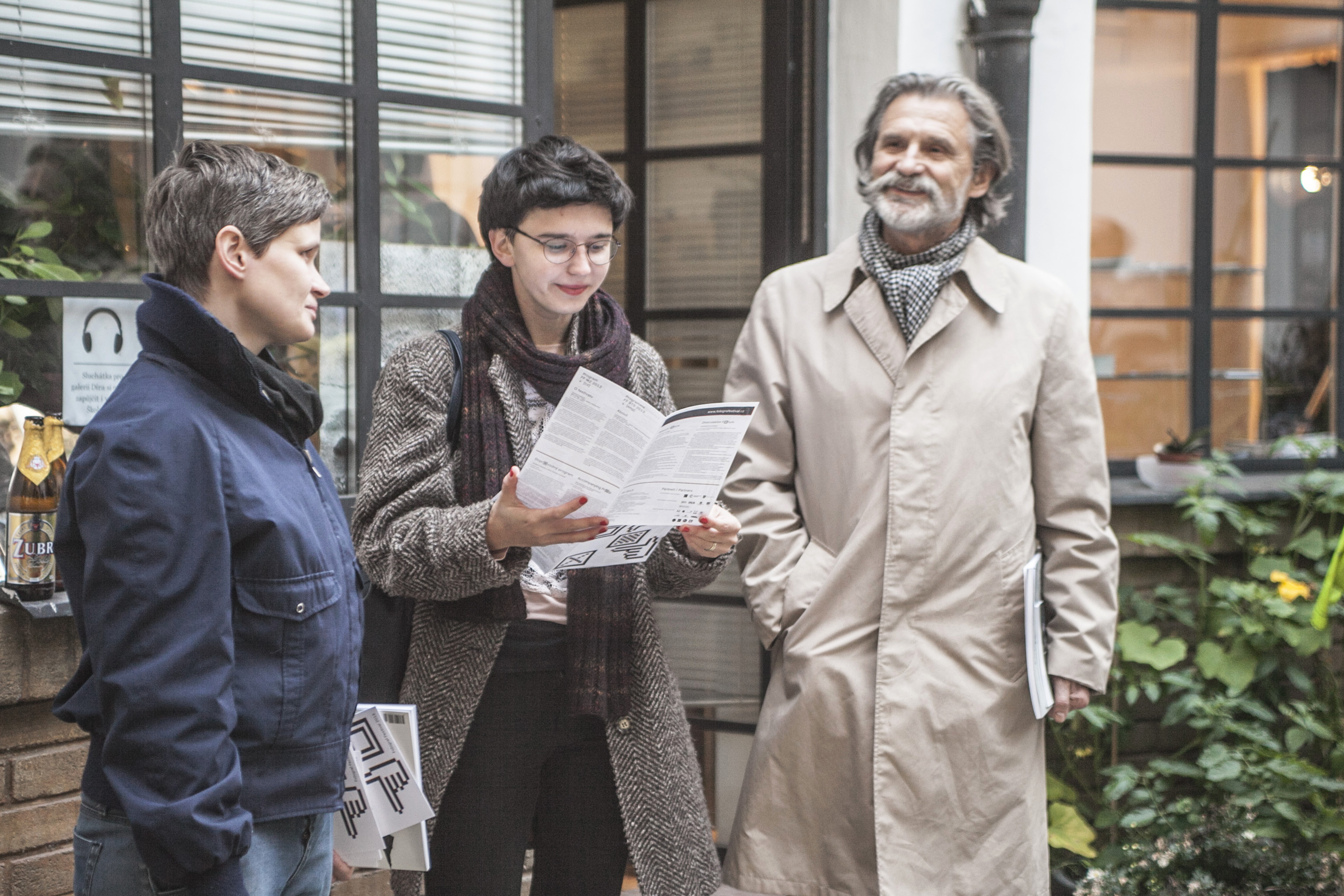
Markéta Kinterová, Hana Buddeus a Pavel Baňka při zahájení Fotograf Festivalu 2013 Mezi znaky

Fotograf Festival byl založen občanských sdružením Fotograf 07 s předsevzetím vytvořit v České republice pravidelně se opakující festival fotografie. V současné době je největším českým festivalem tohoto druhu. Jednotlivé ročníky se odlišují tematicky. Základní směřování ročníků definuje vedení festivalu ve spolupráci s odbornou radou. Rozvedením tématu a jeho konkrétní náplní jsou často pověřováni externí kurátoři a kurátorky. Specifikem festivalu je rozložení událostí mezi vyšší počet spolupracujících institucí v Praze – velkých muzeí umění (např. Galerie hlavního města Prahy, Uměleckoprůmyslové muzeum v Praze) a množství nezávislých i komerčních galerií. Vedle krátkodobých výstav jsou jeho součástí tematické debaty, prezentace umělců a teoretiků nebo programy pro studenty uměleckých škol a další cílové skupiny. Konkrétní skladba těchto komponent (počet a typ kooperujících institucí, výběr umělců a poměr kolektivních a samostatných výstav, podoba doprovodných programů atd.) je utvářena podle tématu každého ročníku. Vedení festivalu si postupně předávali fotograf Pavel Baňka, vizuální umělkyně Veronika Daňhelová a Markéta Kinterová a teoretičky Hana Buddeus a Tereza Rudolf.

## Ročníky 2011–2021

### Fotograf Festival 2011. Fotografie 80. let – Nekonečné čekání
První ročník festivalu se zaměřil na českou a slovenskou fotografii osmdesátých let a na reflexi tohoto období u nové umělecké generace.  Součástí festivalu bylo rovněž sympozium, které se stalo předstupněm diskuzních fór všech následujících ročníků. Tématu bylo v daném roce věnováno jedno z čísel časopisu Fotograf, v kteréžto praxi se pokračovalo i v dalších letech.

### Fotograf Festival 2012. Mimo formát
Hlavním tématem druhého ročníku byl vztah fotografie a dalších uměleckých disciplín k veřejnému prostoru. „V rámci Festivalu Fotograf – Mimo formát hledáme v Praze pro tento živelný vizuální proud meziprostory a tenké prostupné projekční plochy, průchozí membrány na pomezí vnitřních a vnějších prostorů: výlohy, vitríny, vývěsky, nástěnky, prosklené kukaně vrátnic, slepé fasády domů, dvory, zahrady, náměstí. Hledáme polozapozapomenutá ztišená místa, frekventované dopravní uzly, kriticky zhodnocené billboardy, spící kulturní památky, artová kina nebo popová kasina, která se mohou stát dočasnými přístavy fotografických obrazů.“

### Fotograf Festival 2013. Mezi znaky
Třetí ročník festivalu se zaměřil na různé způsoby propojení obrazu, textu a fotografie. Pořadatelé si pokládali otázky: „Jaké textové strategie se uplatňují v současném umění a fotografii? Jakým způsobem mění čtení obrazu název a jak funguje ve vztahu k fotografii popisek? Může fotografie stát samostatně, jako vizuální sdělení, bez textového doprovodu? Je fotografie schopná „mluvit”? Čím to je, že si fotografie tak samozřejmě přisvojila médium knihy? Je to dané nějakou vnitřní podobností textového a fotografického média? Jak vzniká potřeba publikovat fotografie ve formě knihy? Je přiléhavější srovnávat fotografii s literaturou (psaním) nebo s jazykem?“

### Fotograf Festival 2014. Vidět a věřit
„Téma vybízí k úvahám nad autentičností fotografického záznamu a nad povahou mechanismů ovlivňujících naše vidění, k hledání hranice mezi skutečností a jejím zobrazením. Zároveň láká ke vstupu do pomyslného prostoru za zrcadlem, ukazuje fotografii jako důkazní materiál pro vědou nepopsané jevy a znejasňuje hranici mezi přirozeným a nadpřirozeným.“

### Fotograf Festival 2015. Dokumentární strategie
Pátý ročník se zaměřil na proměnu strategií dokumentární fotografie po tzv. dokumentárním obratu v umění. „Zvýšený zájem o dokumentární strategie a postupy se pravidelně objevuje v souvislosti se společenskou krizí, ostatně zatím poslední dokumentární vlna – popsaná jako „dokumentární obrat“ v umění – přišla na začátku 21. století. (...) Dokumentární fotografie v průběhu dějin nabývala různých významů – ať už jako obrazový archiv, jako mocenský nástroj, nebo jako prostředek vzdoru. Jakou funkci může mít dnes?" Dramaturgyní festivalu byla Hana Buddeus.

### Fotograf Festival 2016. Cultura/Natura
Šestý ročník festivalu se zaměřil na vzájemné vlivy pojmů kultura a příroda a na „posuny, které do reflexe silně politizovaného vztahu člověka a přírody přineslo nové milénium nejen v oblasti ekologie a přírodních věd, ale především v oblasti umění a humanitních věd, zejména antropologie a filozofie.“ Kurátorkou ročníku byla Mariana Serranová.

### Fotograf Festival 2017. Eye in the Sky
Sedmý ročník festivalu se zabýval problematikou internetu, přechodu od analogového k digitálnímu myšlení a zužováním „hranice mezi tím, co jsme byli zvyklí pojmenovávat jako skutečnost a vnitřním prostorem digitálních rozhraní“. „Nekonečná přítomnost digitálního světa vytvořila paralelní nový vesmír, ve kterém se snažíme zorientovat díky či navzdory „Eye in the Sky“, jakési metafoře pro fenomén velkých dat, sledování a dohledu.“ Kurátorem ročníku byl Jen Kratochvil.

### Fotograf Festival 2018. Ne-práce. Zaměstnání volnem
Osmý ročník festivalu zkoumal „mezní polohy mezi tím, co běžně označujeme jako práci a co již jako práci nevnímáme“ a „současně prostor, společensky stále nedostatečně reflektovaný, mezi „volným časem“ a placeným zaměstnáním, v němž se skrývají problémy jako podhodnocená práce žen a menšin, nahrazování pracovní síly umělou inteligencí nebo zaměstnání na volné noze“.

### Fotograf Festival 2019. Archeologie euforie: 1985–1995
Devátý ročník festivalu se věnoval transformaci společnosti z totalitního režimu do kapitalismu. „Právě poslední dekády 20. století představují dobu, která dovršila a následně zproblematizovala nadvládu fotografie jako moderního masového média. Rozpad hierarchické a regulované distribuce médií a informací, kterou začala narušovat tehdejší „nová média“ (video, xerox, počítače), postupně dostupná i širší veřejnosti, výrazně přispěl k rozlomení hegemonie centrální moci.“ Kurátorem ročníku byl Pavel Vančát.

### Fotograf Festival 2020. Nerovný terén
Tématem desátého ročníku festivalu bylo „poskytnout ve vizuální kultuře prostor druhému (ve smyslu protějšku) a oživit dokumentární funkci média fotografie i pohyblivého obrazu“ a prostřednictvím osmi koletoivních výstav zviditelňovat „možné konflikty, hranice, přiblížení a prostupnost mezi ˌjáˈ a ˌjinýmˈ“. Kurátorkami ročníku byly Stephanie Kiwitt, Tereza Rudolf a Anna Voswinckel. Jeho konání výrazně narušila opatření vyvolaná nárůstem počtu nakažených koronavirem, kvůli které byly výstavy předčasně uzavřeny a řada plánovaných událostí zrušena. 

### Fotograf Festival 2021. Pozemšťané*ky
Ročník zaměřený na klimatickou krizi, roli expertních obrazů, jímž je nám zprostředkovávána vědou a polititikou, a na spektrum obrazů a hlasů, které se normám vědeckého zprostředkování vymykají. „Jedenáctý ročník Fotograf Festivalu nemá za cíl vědecké obrazy a jazyky odmítat nebo popírat – naopak, chce se na ně podívat jako na součást širší palety estetik vyjádření. Ty mohou právě ve své nejednotnosti a rozdílnosti opisovat skutečný terén toho, co znamená obývat planetu, a jak být pozemšťanem nebo pozemšťankou obecně a zároveň zde a nyní, v regionu střední Evropy.“ Kurátorem ročníku byl Lukáš Likavčan.